# Beinasco
Beinasco este o localitate din Italia, din regiunea Piemont, provincia Torino.

## Demografie
Beinasco - evoluția demografică

|  | Graficele sunt indisponibile din cauza unor probleme tehnice. Mai multe informații se găsesc la Phabricator și la wiki-ul MediaWiki. |

Date: Recensăminte sau birourile de statistică - grafică realizată de Wikipedia

## Orașe înfrățite
- Piatra Neamț, România (2001)[3]
- Manilva, Spania (2009)

## Personalități
- Sebastian Giovinco, fotbalist